# Apl.de.ap
apl.de.ap, vlastním jménem Allan Pineda Lindo Jr. (* 28. listopadu 1974 Lungsod ng Angeles, Filipíny) je americký rapper, zpěvák a producent. Nejvíce je však známý jako člen skupiny The Black Eyed Peas.
Allan je filipínského a afroamerického původu. Jeho otec byl americký letec, který sloužil u Clark Air Base a krátce po Allanově narození rodinu opustil. Výchova Allana a jeho šesti sourozenců tedy zbyla na matce, Christině Pineda. Jako dítě jezdil Allan hodinu do školy a ze školy takzvanými Jeepneys, což jsou filipínské „autobusy“, které jsou vyrobeny z amerických vojenských džípů zbylých po druhé světové válce. Mimo to se také snažil rodině pomoci pěstováním batátů, kukuřice, cukrové třtiny a rýže. V jedenácti letech se dostal do USA kvůli nystagmu, což je oční vada, která způsobuje nekontrolovatelné, rychlé a trhavé pohyby očí. Tam, během cesty do Disneylandu řekl, že by rád ve státech zůstal.
Ve čtrnácti letech se tedy natrvalo přestěhoval do USA, kde žil s panem Hudgensem (sponzor organizace, která Allanovi umožnila léčení jeho nemoci v USA). V Los Angeles navštěvoval Střední školu Johna Marshala a potkal Williama Adamse, synovce spolubydlících pana Hudgense, později známého jako will.i.am. Jejich společná láska k hudbě je přiměla založit break-dance crew s názvem Tribal Nation, se kterou pravidelně vystupovali v jižní Kalifornii. Jednoho dne, Allan pracoval na beatu, kde použil svoje iniciály – A.P.L – a jeho přezdívka byla na světě.
Apl se také věnuje charitativní činnosti. Založil Jeepney Music, která pomáhá filipínským umělcům dělat společně benefiční show a nahrávat písně, aby ukázali své filipínské rytmy celému světu.

## Rodina
Aplova matka je Christina Pineda a jeho otec byl americký letec. Vyrůstal se čtyřmi bratry a dvěma sestrami. Jeho mladší bratr spáchal sebevraždu a jeho nejmladší bratr byl ve věku 21 let zavražděn dvojicí neznámých útočníků, když čekal v autě na svou přítelkyni před jejím domem.

## Sólová kariéra
Apl má své sólové písně, které jsou na albech Black Eyed Peas, a se kterými mu pomáhali i ostatní členové kapely.
Na desce Elephunk se nachází píseň APL Song, kde apl vypráví svůj životní příběh, vyjadřuje poctu svému bratrovi Arnelovi a také filipíňanům, kteří bojovali za druhé světové války v USA. Ve filipínských hitparádách dosáhl tento song čísla jedna.
V albu Monkey Business najdeme song „Bebot“, což v překladu z filipínštiny znamená „Hezká dívka“. Videoklip byl natáčen v Los Angeles na začátku července 2006 a má dvě verze – Bebot generation one a Bebot generation two.
I na desce Black Eyed Peas nazvané The E.N.D je Aplova píseň, tentokrát s názvem „Mare“, ve které obdivuje tanec filipínských dívek.
Apl vydal i své první sólové album U Can Dream. Na albu spolupracoval s filipínsko-americkými interprety, například s Chadem Hugem ze skupiny The Neptunes. 3. ledna roku 2009 vydal apl první singl ze stejnojmenné desky – U Can Dream feat. Billy Crawford. V srpnu se objevil videoklip k druhému singlu – Mama Filipina.
V roce 2009 také vydal song ve spolupráci s Odborem cestovního ruchu na Filipínách – „Take Me to The Philippines“.